# Maureen O’Connor

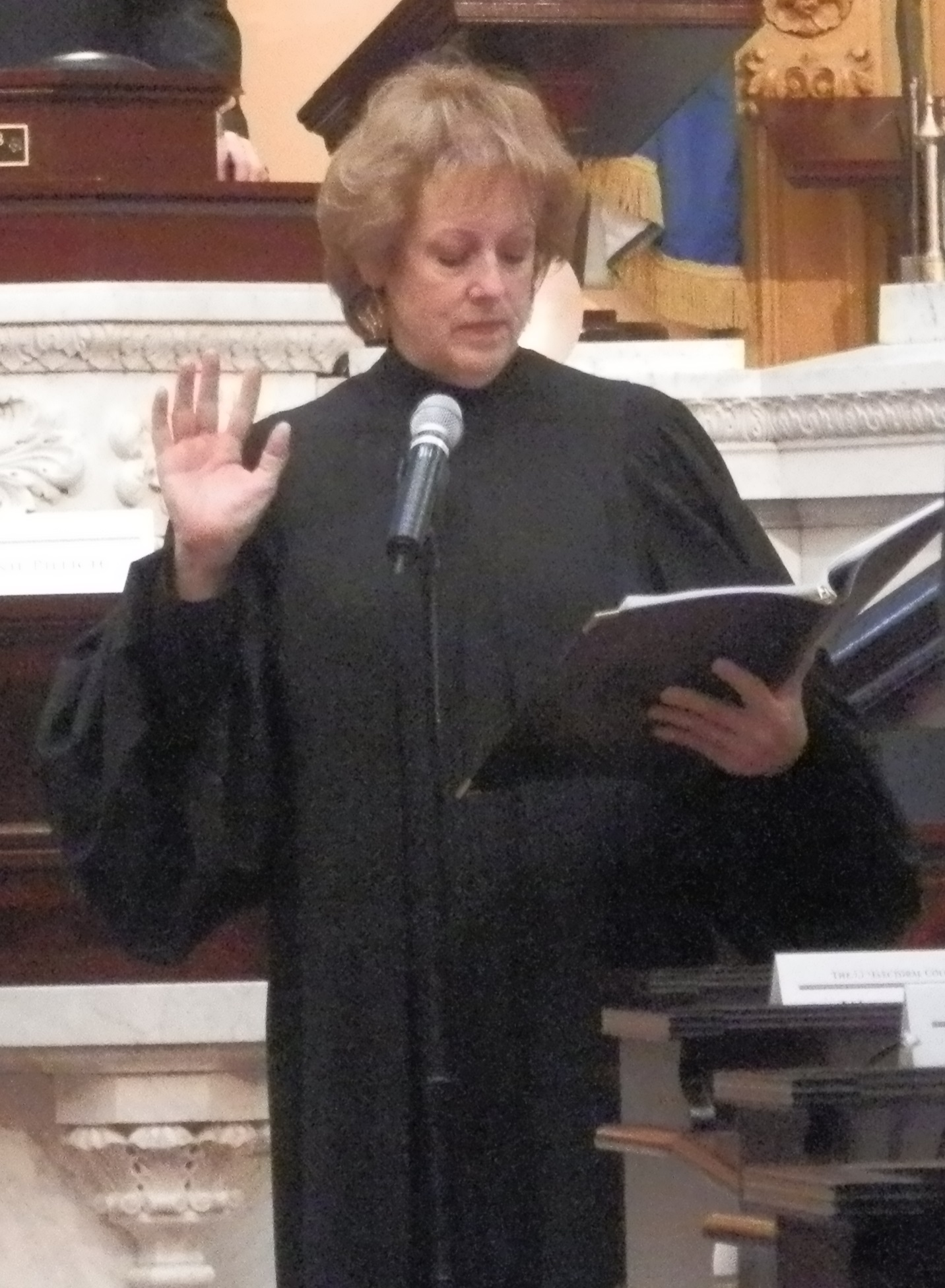
Maureen O’Connor (2012)

Maureen O’Connor (* 7. August 1951 in Washington, D.C.) ist eine US-amerikanische Politikerin und Juristin. Zwischen 1999 und 2003 war sie Vizegouverneurin des Bundesstaates Ohio.

## Werdegang
Im Jahr 1973 absolvierte Maureen O’Connor das Seton Hill College. Nach einem anschließenden Jurastudium am Cleveland-Marshall College of Law und ihrer 1980 erfolgten Zulassung als Rechtsanwältin begann sie im Summit County in Ohio in diesem Beruf zu arbeiten. Von 1985 bis 1993 war sie dort als Nachlassrichterin tätig. Dann war sie von 1993 bis 1995 Berufungsrichterin im Summit County. Zwischen 1995 und 1999 fungierte sie im selben Bezirk als Staatsanwältin. Politisch schloss sie sich der Republikanischen Partei an.
1998 wurde O’Connor an der Seite von Bob Taft zur Vizegouverneurin von Ohio gewählt. Dieses Amt bekleidete sie zwischen 1999 und 2003. Dabei war sie Stellvertreterin des Gouverneurs.  Seit 2003 ist sie Richterin am Supreme Court of Ohio. Seit 2011 hat sie als Chief Justice den Vorsitz dieses Gerichtshofs inne.